# Leptostomias robustus
Leptostomias robustus är en fiskart som beskrevs av Imai, 1941. Leptostomias robustus ingår i släktet Leptostomias och familjen Stomiidae. Inga underarter finns listade i Catalogue of Life.